# イヴォンヌ・レイナー
イヴォンヌ・レイナー（英：Yvonne Rainer、1934年11月24日 - ）は、アメリカのダンサー、振付家、映画監督。いずれの分野でも挑発的かつ実験的な存在。現在ニューヨークで活動している。

## 生い立ち
サンフランシスコで生まれた。両親であるジョーゼフとジャネットは過激主義を自任していた。母親はブルックリン出身の速記者で、ワルシャワからのユダヤ系移民の家の生まれ。父親は石工・家屋塗装業者で、北イタリアのヴァッランツェンゴから21歳の時に移住した。
レイナーが兄と育ったサンフランシスコのサンセット地区は、彼女によれば「白人のプロテスタント労働者階級が暮らす界隈」という。12歳の頃から「詩人、画家、作家、イタリアのアナキストたちが騒々しく付き合っているような環境に身を置いていた」。
幼少期を通じて、父親にはリージョン・オヴ・オナー美術館へ外国映画を見に連れて行かれ、母親はバレエとオペラに連れて行かれた。ローウェル高校に通い、卒業後はサンフランシスコ短期大学に入学し、1年後に退学している。 

保険会社で事務タイピストとして生計を立てていた10代後半、レイナーはサンフランシスコのノースビーチにあるジャズクラブ「セラー」に出かけ、クールなジャズ・ミュージシャンの伴奏で詩人たちが朗読するのを聞いていた。ここで画家のアル・ヘルドと出会い、ニューヨーク生まれの様々なアーティストたちを紹介された。1956年8月、21歳の時に、ニューヨークへ行くヘルドについて行き、以後3年間は彼と暮らした 
 マディソン・スクエア・パークを過ぎて5番街を歩きながら、言葉にならない無限の可能性の感覚に圧倒されたのを思い出す。「世界を手に入れた」ような感覚と表現する人もいるかも知れない。私にとっては、単純に、純粋なオープンマインドな興奮だった。未来がどうなるかは分からなかったが、ただそれは両手を広げて合図を送ってきていた。

ミュージシャンであり親友のドリス・カゼッラは、1957年頃にレイナーをモダンダンサーのエディス・スティーヴンのダンスクラスに紹介した。初めてのクラスで、スティーヴンはレイナーがあまり「ターン・アウトできていない」と言った。レイナーは「その時彼女が言わなかったことは、以後数年間で徐々に認識していった。つまりターン・アウトができていない、柔軟性がない、胴が長く、脚が短い、それで有名な舞踊団で踊れる見込みが少ない、ということ」。1959年からマーサ・グレアム・スクールで1年間勉強しました。グレアムがレイナーに向けて言った「女性としての自覚を持てば、ターン・アウトできるはず」という言葉はよく知られている。その後、ミア・スラヴェンスカのもとでバレエを習い、ジェームズ・ウェアリングのクラスにも通った。ウェアリングの舞踊団では短期間だけ踊り、マース・カニンガムのもとで8年間学んだ。 
1959～60年にかけてレイナーがグレアム・スクールに通っている時、シモーヌ・フォルティとナンシー・ミーハンに出会った。二人はサンフランシスコのアンナ・ハルプリンやウィーランド・ラスロップと仕事をしていた。1960年の初夏、3人はニューヨークのスタジオを借りて、動きの即興に取り組んだ。同年8月にレイナーはフォルティとカリフォルニア州マリン郡に向かい、ハルプリンの夏季ワークショップを受講した。これは、フォルティからの影響と並んで、レイナー初期のソロダンス作品にとって非常に重要な経験となった。 
1960年の秋、フォルティとレイナーは、音楽家・作曲家のロバート・ダンがジョン・ケージの理論に基づいてカニンガム・スタジオで始めた構成法のクラスに参加した。他にはスティーヴ・パクストン、ルース・エマーソン、ポーラス・ベレンソン、マルニ・マハフィーが参加していた。レイナーがその最初期のダンスを作り、上演したのもここである。 

## ダンスおよび振付作品
1962年、27歳のレイナーは、スティーヴ・パクストン、ルース・エマーソンとともにジャドソン記念教会の牧師アル・カーマインズに会い、公演会場としての使用を打診した。この教会は当時すでに、ジャドソン詩人劇場およびジャドソン・アート・ギャラリーを展開していることで知られ、クレス・オルデンバーグ、アラン・カプロー、ロバート・ホイットマン、ジム・ダイン、トム・ウェッセルマンの作品を紹介していた。そして今度は、前衛的なダンスとその公演の会場になったのである。 

レイナーは、身体をストーリーや劇を演じる媒体としてではなく、無限に多様な動きの源として扱うダンスへのアプローチで知られる。彼女が採り入れた多くの要素、すなわち反復、タスク、不確定性などは、やがてコンテンポラリーダンスではごく当たり前の特徴となった。1965年、レイナーがその近作 Parts of Some Sextets について『テュレイン・ドラマ・レヴュー（TDR）』に寄稿した文章の末尾で、有名な「ノー・マニフェスト」が書かれた。レイナーは2008年にこれについて「再考」している。 
 初期の作品では、レイナーは音と動きに焦点を合わせ、しばしば両者を恣意的に組み合わせて並べた。ケージとカニンガムが好んだ偶然性の手法に触発されたレイナーの振付は、日常動作と古典的なダンスのステップを対照的に組み合わせていた。反復を多用し、ダンス作品に話し言葉や口による雑音（唇で音を出す、金切り声をあげるなど）を取り入れた。 
反復と音は、最初の振付作品 Three Satie Spoons（1961年）から用いられた。これはエリック・サティ『ジムノペディ』の伴奏によるレイナーのソロで、3部構成である。最後のセクションでは、唇を鳴らして出す甲高いビープ音の繰り返しと、「陽が明るいほど草の緑は鮮やかだ」という言葉が用いられた。 やがて作品にはさらに物語的でまとまりのある話し言葉が含まれるようになる。Ordinary Dance（1962年）は動きと物語の組み合わせであり、単純な動きの繰り返しと並行してレイナーがサンフランシスコ時代に住んでいた街路の名称などを含む自伝的な独白を唱えた。また初期作品の特徴の1つとして、訓練されていないパフォーマーの積極的な登用がある。We Shall Run（1963年）では、ダンサーと非ダンサーからなる12人が日常着で出演し、12分間、ベルリオーズ『レクイエム』の「トゥーバ・ミルム」に乗せ、様々なフロア・パターンに沿ってステージ上を走り回った。 レイナーの初めての長編作品 Terrain は、6人のダンサーによって1963年にジャドソン教会で上演された。 
最も有名な作品の1つ、Trio A（1966年）は、元は The Mind Is a Muscle という長編作品の最初のセクションであった。エネルギーを均等に配分しながら動きを行うという Trio A のコンセプトは、因習的な「フレージング」のあり方、すなわち一つの動きあるいは一連なりの動きを行う際のエネルギー配分のあり方に対する批判を意味している。Trio A の革新は、あるフレーズ内でのエネルギー消費や、あるフレーズから別のフレーズへの移行の際のエネルギー消費において変化を消そうとする試みにある。その結果、フレーズの始めに強い「アタック」があって終わりで元に戻る、その途中のどこかでエネルギーが留保されるといった、例えばグラン・ジュテのような古典的な見た目が欠如することになった。この5分ほどの作品のもう1つの特徴は、演者が観客と目を合わせないことである。振付として、ダンサーが観客と向き合わざるを得ない時には、目を閉じるか、頭部が動くようになっている。以前の作品ではレイナーは動きを読みやすくする仕掛けとして反復を使用したが、この作品では動きは一切繰り返されない。Trio A は、こうしたエネルギー配分の仕方により、タスク指向のパフォーマンスと呼ばれることもある。動きの遂行に対するニュートラルで無味乾燥なアプローチや、観客との相互作用の欠如を強調しているためである。初演時は The Mind is a Muscle, Part 1 と題され、レイナー、スティーヴ・パクストン、デヴィッド・ゴードンによって同時に、ただしユニゾンではない形で踊られた。Trio A は広く教えられ、他のダンサーによっても踊られている。 
レイナーの振付作品はこれまでに40を超えている。 

### 主な振付作品
- Three Seascapes（1961年）は3部構成のソロで、各セクションは動きと音の異なるタイプの関係を探る。[10] 第1部では、ラフマニノフのピアノ協奏曲第2番の最後の3分間が流れる中、黒いオーバーコートを着たレイナーはステージの周囲を小走りに移動し続け、 時折横たわって丸くなる。第2部では、空間の中をゆっくりと移動しながら、体を痙攣のように波打たせる。ジャドソン教会での初演時には、ラ・モンテ・ヤングが集団とともに『テーブル、イス、ベンチのための詩』を演奏し、会場の周囲をめぐる回廊のコンクリートの床にこれらの家具をこすって凄まじいノイズを発生させた。第3部はレイナーが叫び声をあげながら黒いオーバーコートと20ヤードの白いチュールを辺りに叩きつけて回るという過激な内容だった。[11]
- Terrain（1962年）はレイナーの最初の長編作品。[12] 無関係かつ同時に展開する動きに、スペンサー・ホルストによる物語が朗読される、2つの Talking Solos が含まれている。[13]
- Continuous Project-Altered Daily（1970年）はホイットニー美術館で上演され、やがて即興グループ「グランド・ユニオン」へと発展。レイナーは2年間メンバーとして在籍した。
- War（1970年）は、ダグラス・カレッジで30人がヴェトナム戦争に抗議して行った反戦のダンス。
- Street Action（1970年）は、1970年の米軍によるカンボジア侵攻への抗議行動。ロウワー・マンハッタンの街路を、黒い腕章を身に着け、3列になった集団が、頭を垂れて左右に揺れながら移動した。[14]
- This is the story of a woman who ...（1973年）は、ストーリーのあるテキストの映写、掃除機、さらにはマットレス、銃、スーツケースなどといった強い意味を含むモノを使用した舞踊劇。[15]

## 映画作品
しばしばダンス作品に映像の要素を取り入れていたレイナーは、1972年に長編映画の製作に注意を向け始めた。 女性の身体が男性の映画監督によってどのように見られ、客体化されているかに焦点を当てる彼女の映画のフェミニスト的な路線は、強い影響力を持ちつつあったローラ・マルヴィの「視覚的快楽と物語映画」などの重要なテキストが示したような、当時の新しいフェミニスト映画理論と共鳴していたのかも知れない。 レイナーの初期映画作品は因習的な物語構造に従わず、自伝と虚構、音声と字幕を組み合わせ、社会的かつ政治的な問題を扱っている。Lives of Performers（1972年）、Film About a Woman Who...（1974年）、Kristina Talking Pictures（1976年）などはダンスやパフォーマンスを主題とする実験映画である。これより後の作品には、Journeys from Berlin/1971（1980年）, The Man Who Envied Women（1985年）, Privilege（1990年）, and MURDER and murder（1996）などがある。MURDER and murder は、物語構造においては因習的だが、レイナー自身の乳癌の経験を扱ったレズビアンのラヴストーリーである。 

## ダンスへの復帰
2000年、レイナーはダンスと振付に復帰し、ミハイル・バリシニコフのホワイト・オーク・ダンス・プロジェクトのために、After Many a Summer Dies the Swan を作った。 2006年には、ジョージ・バランシンの『アゴン』の再解釈である AG Indexical, with a Little Help from H.M. と題した作品を振り付けている。 古典的な作品に基づく振付は続き、ニジンスキー『春の祭典』にヒントを得た RoS Indexical （2007年）もある。 これはビエンナーレ Performa 07 のために委嘱されたもので、運営したパフォーマンスアート団体 Performa は以後レイナーのマネジメントを務めている。 
その後の作品には、Spiraling Down（2010年）、Assisted Living: Good Sports 2（2010年）、Assisted Living: Do You Have Any Money?（2013年）があり、後者では活人画における演劇的かつ歴史的な主題が、政治・哲学・経済に関するテキストの朗読とともに探求された。
ロンドンのレイヴン・ロウギャラリーでの展示は、1960年代のダンス作品の上演、これまでの活動全体から選び出された写真やスコアの展示、映画作品の上映を併せて行う初の企画であった。
2015年、Performaとゲティ研究所の委嘱により、新作The Concept of Dust, or How do you look when there's nothing left to move? を作った。振付とともに、ダンサーたちとレイナー自身が、政治、歴史、ジャーナリズムに関わる幅広いテキストを断続的に朗読するパフォーマンスである。ニューヨーク近代美術館で初演された後、ヨーロッパを巡演し、イタリアのコモにあるアントニオ・ラッティ財団、フランスのマルセイユ・オブジェフ・ダンス、ルーヴル美術館などで上演された。  2016年にはこの作品の改訂版 The Concept of Dust: Continuous Project-Altered Annually が、ニューヨークのザ・キッチンで、また翌年にはマルセイユ、ポルト、バルセロナで上演されている。 

## フェミニズム
フェミニズムのテキストや理論を読むことで、レイナーは女性としての自身の経験について、また文化と社会の担い手としての自己について考えるようになった。レイナーは、それまでの自分の振付作品が「因習的な」ダンスに対する直接的な批判であり、突き詰めればそもそもフェミニズム的であることに気づいていなかったのである。1980年代を通じて、レイナーは独り身であり、「不幸な異性愛の冒険にこれ以上関わらないことに決めた〔後略〕」。ゲイ・プライド・パレードに参加するようになり、「政治的レズビアン」を自認した。またこの時期にニューヨークとワシントンDCで行われたロー対ウェイド事件への非難に対する抗議デモにも参加している。レイナーはレズビアンとしてのアイデンティティに不安を抱えていたが、56歳の時、マーサ・ジェヴァーと親密になることでそれを乗り越えた。二人は現在も共同生活している。 
フェミニストのオードリー・ロードの有名な言葉「主人の道具を使って主人の家を解体することはできない」に対し、 レイナーは「そんなことはない、道具を暴露すれば可能だ」と反論している。
レイナーはフェミニスト映画 !Women Art Revolution（2010年）の中でインタヴューを受けている。 
レイナーは、ヒラリー・ロビンソン編 Feminism Art Theory 第2版で、アーティスト、フェミニスト、レズビアンの例として数か所で言及されている。第6章2節「レズビアンとクィアの実践」（pp.398-434）を参照。

## 評価
1990年、レイナーはそのダンスへの貢献に対してマッカーサー・フェロー・プログラム賞を受賞した。 2015年には現代芸術財団のマース・カニンガム賞を受賞、 2017年にUSAグラントが授与された。グッゲンハイム・フェローシップは1969年と1988年の二度授与されている。 

## 参照
- List of female film and television directors
- List of lesbian filmmakers
- List of LGBT-related films directed by women

## 註
1. 1 2  "Yvonne Rainer - Biography", The New York Times, Retrieved 3 November 2014.
2. 1 2  "Dia Art Foundation - Yvonne Foundation" Archived 2014-11-04 at the Wayback Machine., Dia Art Foundation, Retrieved 3 November 2014.
3. ↑  Roy, Sanjoy (2010年12月24日). “Step-by-step guide to dance: Yvonne Rainer”. The Guardian 2013年12月28日閲覧。
4. 1 2  1934-, Rainer, Yvonne (2006). Feelings are facts : a life. Cambridge, Mass.: MIT Press. ISBN 0262182513. OCLC 61353153
5. ↑   Radical bodies : Anna Halprin, Simone Forti, and Yvonne Rainer in California and New York, 1955-1972. Bennahum, Ninotchka,, Perron, Wendy,, Robertson, Bruce, 1955-, Forti, Simone,, Rockwell, John, 1940-, Subotnick, Morton. Oakland, CA. (2017). ISBN 9780520293366. OCLC 956633830
6. ↑  Rainer (2006), p. 204
7. ↑  Yvonne Rainer, Trio A at perform feminism Archived August 12, 2011, at the Wayback Machine.
8. ↑  Banes, Sachs (2003), p. 24.
9. ↑  Banes, Sachs (2003), p. 29.
10. ↑  Banes, Sally (1983). "Democracy's Body: Judson Dance Theater, 1962-1964". 91-92.
11. ↑  Artforum, Bruce Hainley on the early performance work of Sturtevant Retrieved: February 19, 2015.
12. 1 2  Crimp, Douglas. "Dance Mom: Yvonne Rainer", Interview Magazine, Retrieved 3 November 2014.
13. ↑  Rainer (2006), p. 393
14. ↑  Rainer (2006), pp. 317, 343, 346
15. ↑  Rainer (2006), p. 400
16. ↑  Armstrong, Carol and Catherine de Zegher (2006). Women Artists at the Millennium. Cambridge, MA: MIT Press. pp. 5
17. ↑  Senses of Cinema, Yvonne Rainer. Retrieved: February 19, 2015.
18. ↑  "Yvonne Rainer", Video Database, Retrieved 3 November 2014.
19. ↑  “RoS Indexical”. Performa 07.   Performa. 2015年10月23日閲覧。
20. 1 2  “Yvonne Rainer”. Performa.   Performa. 2015年10月23日閲覧。
21. ↑  Kaufman, Sarah (2014年4月26日). “Drowning out the noise to appreciate the beauty in 'Assisted Living: Good Sports 2'”. The Washington Post 2015年10月23日閲覧。
22. ↑  http://www.ravenrow.org/exhibition/yvonne_rainer/
23. ↑  Coon, Ella (2015年9月20日). “Performa Announces Yvonne Rainer's European Tour”. Art News 2015年10月23日閲覧。
24. ↑  Rainer (2006), pp. 386, 387, 438, 446, 454
25. ↑  Anon 2018
26. ↑   Feminism-art-theory : an anthology 1968-2014. Robinson, Hilary, 1956- (Second ed.). Malden, MA. (2015-04-20). ISBN 978-1-118-36060-6. OCLC 896127026
27. ↑  "Fellows", MacArthur Foundation, Retrieved 3 November 2014.
28. ↑  “Foundation for Contemporary Arts announces Inaugural Merce Cunningham Award Recipient for 2015”.  Foundation for Contemporary Arts. 2015年3月8日閲覧。